# Walmer Martinez
Walmer Martinez (Santa Cruz, California, 17 de agosto de 1998) es un futbolista de El Salvador nacido en Estados Unidos que juega en la posición de delantero.

## Carrera

### Profesional
| Periodo   | Club                |
| --------- | ------------------- |
| 2018–2019 | Santa Cruz Breakers |
| 2019      | Des Moines Menace   |
| 2020      | Project 51O         |
| 2021      | Hartford Athletic   |
| 2022–2024 | Monterey Bay FC     |

 Actualizado al último partido jugado el 27 de octubre de 2024.
| Santa Cruz Breakers FC Estados Unidos       | 4.ª                 | 2018                | 24  | 10 | - | - | - | - | 24  | 10 |
| Santa Cruz Breakers FC Estados Unidos       | Total               | Total               | 24  | 10 | 0 | 0 | 0 | 0 | 24  | 10 |
| Des Moines Menace Estados Unidos            | 4.ª                 | 2019                | 2   | 0  | - | - | - | - | 2   | 0  |
| Des Moines Menace Estados Unidos            | Total               | Total               | 2   | 0  | 0 | 0 | 0 | 0 | 2   | 0  |
| Project 51O Estados Unidos                  | 4.ª                 | 2020                | 1   | 0  | - | - | - | - | 1   | 0  |
| Project 51O Estados Unidos                  | Total               | Total               | 1   | 0  | 0 | 0 | 0 | 0 | 1   | 0  |
| Hartford Athletic Estados Unidos            | 2.ª                 | 2021                | 19  | 2  | - | - | - | - | 19  | 2  |
| Hartford Athletic Estados Unidos            | Total               | Total               | 19  | 2  | 0 | 0 | 0 | 0 | 19  | 2  |
| Monterey Bay Football Club Estados Unidos   | 2.ª                 | 2022                | 24  | 2  | 1 | 0 | - | - | 25  | 2  |
| Monterey Bay Football Club Estados Unidos   | 2.ª                 | 2023                | 29  | 0  | 3 | 0 | - | - | 32  | 0  |
| Monterey Bay Football Club Estados Unidos   | 2.ª                 | 2024                | 30  | 0  | 2 | 0 | - | - | 32  | 0  |
| Monterey Bay Football Club Estados Unidos   | Total               | Total               | 83  | 2  | 6 | 0 | 0 | 0 | 89  | 2  |
| AV Alta FC Estados Unidos                   | 3.ª                 | 2025                |     |    |   |   |   |   |     |    |
| AV Alta FC Estados Unidos                   | Total               | Total               | 0   | 0  | 0 | 0 | 0 | 0 | 0   | 0  |
| Total en su carrera                         | Total en su carrera | Total en su carrera | 129 | 14 | 6 | 0 | 0 | 0 | 135 | 14 |
| (2) No incluye goles en partidos amistosos. |                     |                     |     |    |   |   |   |   |     |    |

### Universitario
| Periodo   | Club                          | Apariciones | Goles |
| --------- | ----------------------------- | ----------- | ----- |
| 2016-2017 | Cabrillo Seahawks             | 35          | 22    |
| 2018-2019 | Cal State Monterey Bay Otters | 35          | 17    |

### Selección nacional
| Selección                                      | Año                 | Partidos | Goles |
| ---------------------------------------------- | ------------------- | -------- | ----- |
| El Salvador                                    |                     |          |       |
| 2021                                           | 18                  | 2        |       |
| 2022                                           | 2                   | 0        |       |
| 2023                                           | 4                   | 0        |       |
| 2024                                           | 0                   | 0        |       |
| Total en su carrera                            | Total en su carrera | 24       | 2     |
| Estadísticas hasta el 21 de noviembre de 2023. |                     |          |       |

A nivel de selecciones menores jugó para El Salvador en el Preolímpico de Concacaf de 2020, pero no pudo jugar a tiempo porque no llegó el pasaporte. Martinez debutó con El Salvador el 5 de junio de 2021 en la victoria por 7–0 sobre Islas Vírgenes Estadounidenses en la clasificación de Concacaf para la Copa Mundial de Fútbol de 2022 donde entró de cambio.
Martinez anotó su primer gol internacional el 8 de junio de 2021 en la victoria por 3–0 sobre Antigua y Barbuda.